# Francisco López (pintor)

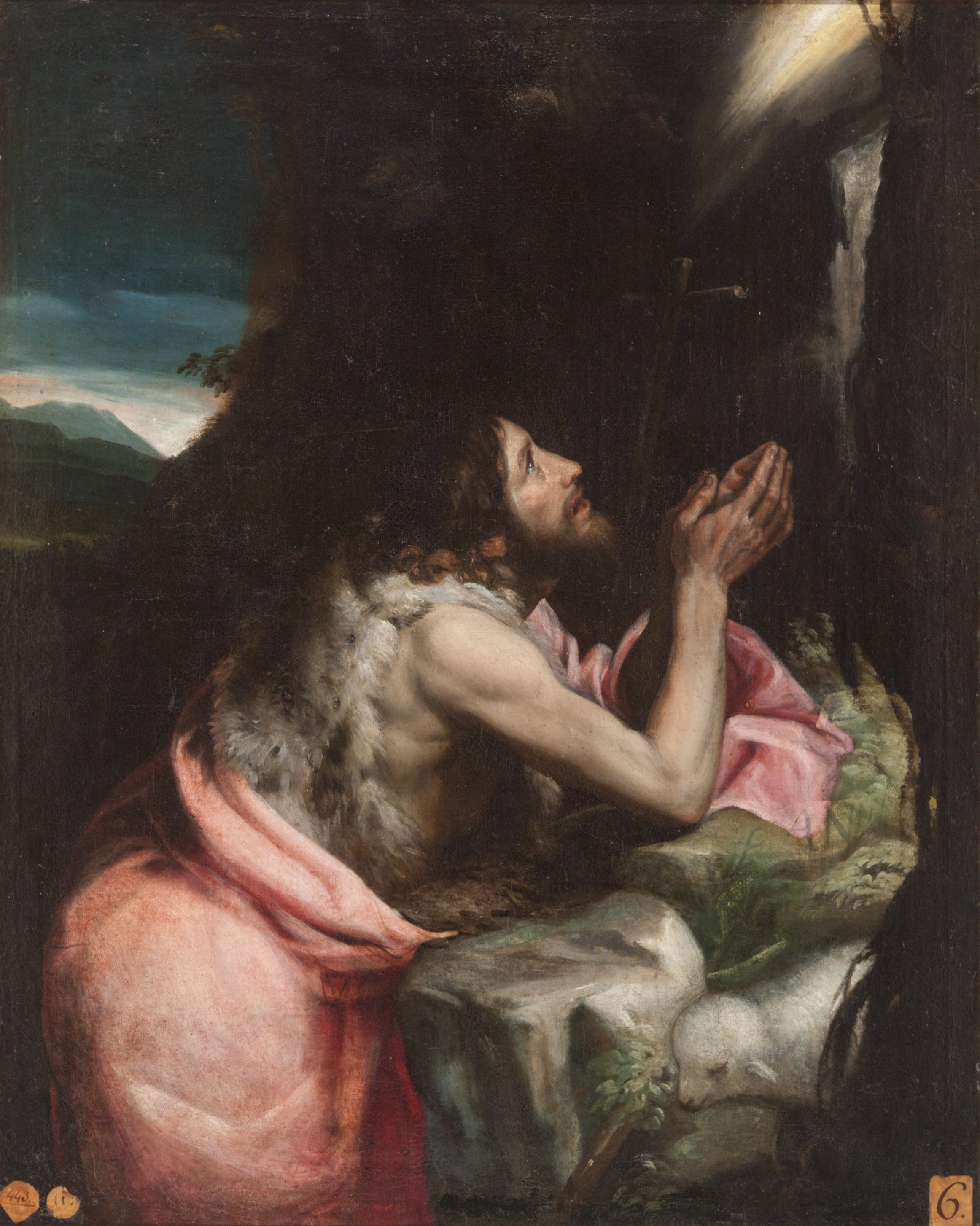
San Juan Bautista, óleo sobre lienzo, 107 x 86 cm, Madrid, Museo de la Real Academia de Bellas Artes de San Fernando.

Francisco López (Colmenar de Oreja, 1554-Madrid, 1629) fue un pintor y grabador manierista español.

## Biografía
Francisco López es un pintor bien conocido por la abundante documentación conservada, pero del que no ha llegado ninguna obra segura. En 1577, figurando todavía como vecino de Colmenar de Oreja, casó con la hija de otro desconocido pintor, Bartolomé Sánchez, que dotó a su hija con una casa en la calle del Arenal de Madrid. Instalado en la Corte, realizó diversos trabajos para la iglesia, tanto en pintura historiada al óleo (en 1589 un San Antonio Abad para la iglesia de San Martín), como en el dorado de retablos. Esta última actividad le llevó en 1598 a Valladolid para dorar y estofar en un plazo de dos años el retablo de la iglesia del Monasterio de Montserrat en Cataluña, labrado por Esteban Jordán. De la importancia que había adquirido su taller en esta época da cuenta el hecho de que se desplazase llevando con él a doce oficiales.
En 1603 participó en los intentos de creación de la Academia de San Lucas de Madrid, de la que fue nombrado representante junto con Patricio Cajés, Luis de Carvajal y Antonio Ricci. El mismo año fue nombrado pintor del rey, aunque no hay noticia de obras realizadas para la corte hasta 1607, cuando contrató con Juan Pantoja de la Cruz los techos de la Sala de los Retratos del Palacio del Pardo, ocupándose a la muerte de éste de las obras que había dejado sin terminar. Todavía Ceán Bermúdez llegó a ver algunas Victorias de Carlos V allí pintadas al fresco, que describía como de elegante dibujo y alegre colorido. Dividida la sala, también llamada de vestir, en el siglo XVIII, de sus pinturas resta sólo un fragmento con la Toma de Granada enmarcada por otras dos batallas y dos escenas fluviales de menor tamaño. En 1611 contrató el retablo de la parroquial de Colmenar de Oreja, destruido 1936 al comienzo de la guerra civil. Casó a una hija llamada María en 1615 con Teodosio Mingot, otro pintor con obra en el Pardo.
También dominó la técnica del aguafuerte, como acreditan algunas de las estampas que grabó junto con Francisco Fernández para los Diálogos de la pintura de Vicente Carducho, quien se refiere a López como discípulo de su hermano Bartolomé Carducho. 
A Francisco López se atribuye desde antiguo un San Juan Bautista conservado en la Real Academia de Bellas Artes de San Fernando, de color claro y alegre, en la línea de la pintura escurialense representada por Bartolomé Carducho.
Distinto es el Francisco López que firmó en 1640 una Inmaculada, actualmente en el Museo Diocesano de Sigüenza, de quien no se tienen otros datos.